# Muslimska Brödraskapet i Sverige (rapport)
Muslimska Brödraskapet i Sverige är en rapport eller förstudie från 2017 framtagen av Magnus Norell, rapportens redaktör, på uppdrag av Myndigheten för samhällsskydd och beredskap (MSB). Medförfattare till rapporten är Aje Carlbom och Pierre Durrani. Rapporten möttes av kritik. MSB har därefter valt att inte gå vidare med rapporten och att avsluta samarbetet med Magnus Norell.

## Bakgrund
I november-december 2016 förordnades Magnus Norell att till Myndigheten för samhällsskydd och beredskap framställa en förstudie om det muslimska brödraskapet i Sverige. I slutet av februari 2017 levererade Norell samt medförfattare Aje Carlbom och Pierre Durrani efter fyra veckors arbete förstudien Muslimska Brödraskapet i Sverige som beställts av den statliga Myndigheten för samhällsskydd och beredskap (MSB). MSB beställde rapporten eftersom den svenska grenen av Muslimska Brödraskapet var outforskad och för att belysa islamistisk påverkan i Sverige. Medförfattare Durrani är enligt terroristforskare Magnus Ranstorp och egen utsaga före detta medlem i Muslimska brödraskapet.

## Innehåll
I förstudien hävdas det att Muslimska Brödraskapet har varit aktivt i Sverige sedan 1970-talet och har tydliga kopplingar till fyra organisationer: Islamic Relief, Studieförbundet Ibn Rushd, Sveriges Unga Muslimer och Islamiska Förbundet i Sverige. Enligt förstudien "håller islamister på att bygga upp en parallell samhällsstruktur som konkurrerar med det övriga samhället om svenska medborgares värdegrund". Enligt MSB var studien ingen forskningsrapport, men syftade till att belysa islamistisk påverkan i Sverige samt ge uppslag för vidare studier och forskning inom det ämnesområdet.

## Mottagande
I månadsskiftet februari-mars började ett antal telefonsamtal komma in till MSB angående rapporten och uppringarna ställde alla likartade frågor. Uppringarna var privatpersoner och organisationer som krävde information om MSB:s medarbetare som beställt rapporten. Efter en tid blev det för myndigheten inte möjligt att bemöta alla aggressiva samtal om islamofobi ifrån privatpersoner och myndigheten krävde då att frågor skulle ställas skriftligen. En artikel i tidskriften Fokus framkom att cirka 140 mejl kom in till MSB varav 40 var beröm till myndigheten och 100 var kritiska frågor. Enligt Anneli Bergholm Söder, chef på MSB:s operativa avdelningen, var en sådan mängd frågor oväntad. Norell menade att MSB varit utsatt för en informationskampanj iscensatt av de organisationer de fortsatta rapporterna var tänkta att belysa, en åsikt som MSB inte kan bekräfta. I juni 2017 beslutade MSB att inte gå vidare med Norells rapport, däremot ska myndigheten genomföra nya studier för att öka kunskapen islamisk terrorism.

### Kritik
Förstudien blev måltavlan för ett upprop på initiativ av Emin Poljarevic, som tidigare haft en postdoktorat-tjänst vid Qatar University. Uppropet skrevs under av 20-talet forskare varav ett antal ifrån Uppsala Universitet. Bland de som skrev under återfanns bland andra Mattias Gardell, Mohammad Fazlhashemi, Jan Hjärpe och Eli Göndör, forskare inom religionsvetenskap, där de kritiserar brister och ovetenskapligheter i förstudien, samt en konspiratorisk språkdräkt. Den beskrevs som konspiratorisk av Rashid Musa, ordförande i SUM och Jonas Svensson, professor i islamologi vid Linnéuniversitetet. Svensson konstaterade i anslutning till sin kritik mot rapporten att Muslimska Brödraskapets omfattning och inflytande i Sverige är outredda. Norell bemötte kritikerna med att ingen av dessa som är anställda vid universitet och högskolor har gjort egna utredningar om det Muslimska Brödraskapets verksamhet i Sverige. Norell avfärdade religionsforskarnas kritik med att kritikerna hade svårt att acceptera rapportens innehåll samt att uppgifterna i rapporten var belagda.
Från medförfattare Carlbom har utöver svar på kritiken även innehållit påståenden som att religionsforskarna, kallade islamologerna, utgör en sektliknande grupp. Vidare uttalade författarna att rapporten inte är vetenskaplig och att den mest är en sammanställning av andras forskning, där författarna har utelämnat källhänvisningar då de har tagit vissa saker för givna. MSB kommenterade inte kritiken och menade att det var författarna som står för innehållet i studien, inte myndigheten.
Terroristforskaren Magnus Ranstorp menade att trovärdigheten i rapporten höjdes av att en av dess författare själv varit medlem i det Muslimska Brödraskapet. Ranstorp ansåg dock även att det kunde finnas fog för kritiken mot rapporten angående dess akademiska kvalitet och användande av källor men även att området var svårt att forska på. Ranstorp och Svensson konstaterade i sin respektive kritik av rapporten att sakfrågan om Muslimska Brödraskapets verksamhet i Sverige bör utredas vidare.

## Rapporten
- Norell, Magnus (red.), Aje Carlbom och Pierre Durrani (2017). Muslimska Brödraskapet i Sverige. MSB:s diarienummer: DNR 2017-1287. Myndigheten för samhällsskydd och beredskap, Sverige.